# Праліси і квазіпраліси Поляницького лісництва
Праліси і квазіпраліси Поляницького лісництва — пралісова пам'ятка природи місцевого значення. Об'єкт розташований на території Надвірнянського району Івано-Франківської області, ДП «Делятинське лісове господарство», Поляницьке лісництво, квартал 3, виділ 17; квартал 22, виділи 17, 19, 20; квартал 34, виділи 24, 26; квартал 35, виділи 7, 9, 10, 11; квартал 37, виділи 1, 2, 4, 6, 9, 10, 13, 14; квартал 38, виділи 18, 19.
Площа — 229,8 га, статус отриманий у 2020 році.